# ديفوسية المحيط الهادئ
ديفوسية المحيط الهادئ (الاسم العلمي: Devosia pacifica) هي نوع من البكتيريا، سلبية الغرام، تتبع جنس الديفوسية. كانت قد عُزلت من رواسب في بحر الصين الجنوبي.